# Anas superciliosa
Anas superciliosa sau rața neagră de Pacific este o rață care se întâlnește în mare parte din Indonezia, Noua Guinee, Australia, Noua Zeelandă și multe insule din sud-vestul Pacificului, ajungând până la Insulele Caroline în nord și Polinezia Franceză în est. 

## Taxonomie
Rața neagră de Pacific a fost descrisă oficial în 1789 de naturalistul german Johann Friedrich Gmelin în ediția sa revizuită și extinsă a lucrării lui Carl Linnaeus, Systema Naturae. El a plasat-o alături de toate celelalte rațe, gâște și lebede în genul Anas și a inventat numele binomial Anas superciliosa. Gmelin și-a bazat descrierea pe rața care fusese descrisă în 1785 de ornitologul englez John Latham în lucrarea sa A General Synopsis of Birds. Naturalistul Joseph Banks îi furnizase lui Latham un desen în acuarelă al raței realizat de Georg Forster, care îl însoțise pe James Cook în cea de-a doua sa călătorie în Oceanul Pacific. Desenul său a fost realizat la Dusky Sound, un fiord din colțul de sud-vest al Noii Zeelande. Această imagine este holotipul⁠(d) speciei și este în prezent deținută de Muzeul de Istorie Naturală din Londra. Denumirea genului Anas este cuvântul latin pentru „rață”. Epitetul specific superciliosa provine din latină și înseamnă „sprâncenat”, o referire la dunga ochiului.
În prezent sunt recunoscute două subspecii:
- A. s. pelewensis Hartlaub & Finsch, 1872 – rață neagră insulară, se înmulțește în insulele din sud-vestul Pacificului și în nordul Noii Guinee
- A. s. superciliosa Gmelin, JF, 1789 − rață australasiană, se întâlnește în Indonezia, sudul Noii Guinee, Australia și Noua Zeelandă.[9]

rogersi din Australia,
O a treia subspecie a fost uneori recunoscută, dar nu se distinge genetic sau fenotipic de rasa nominalizată.

## Galerie

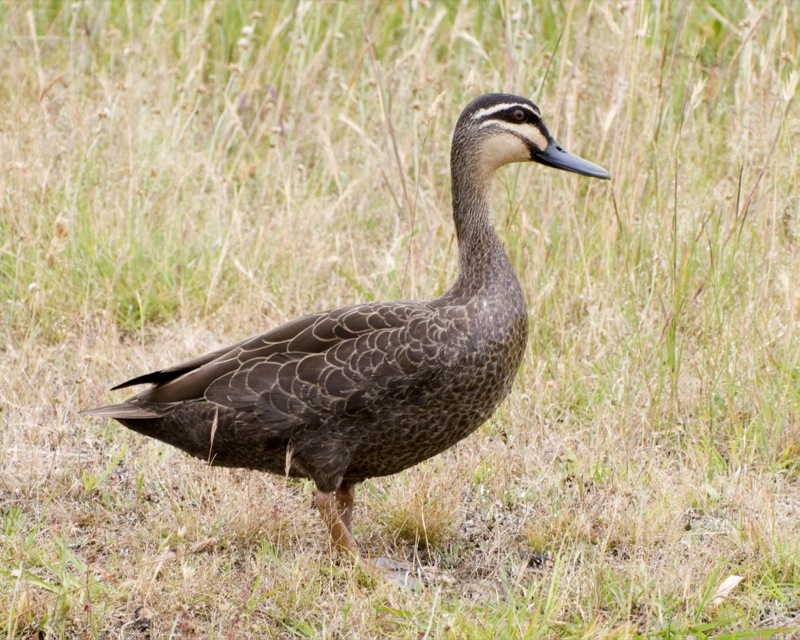
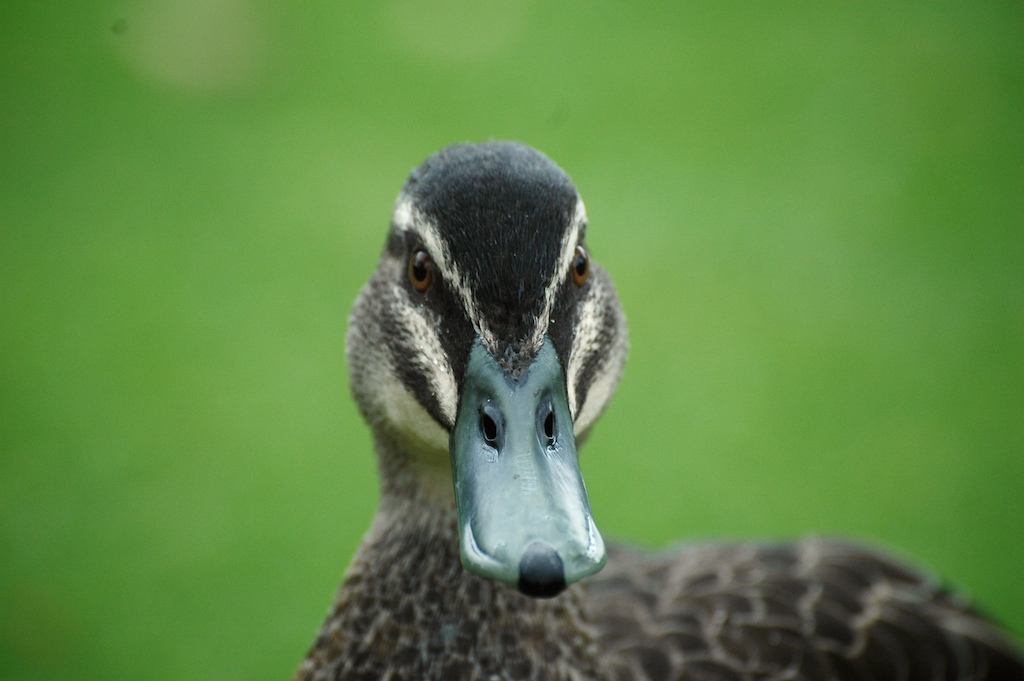
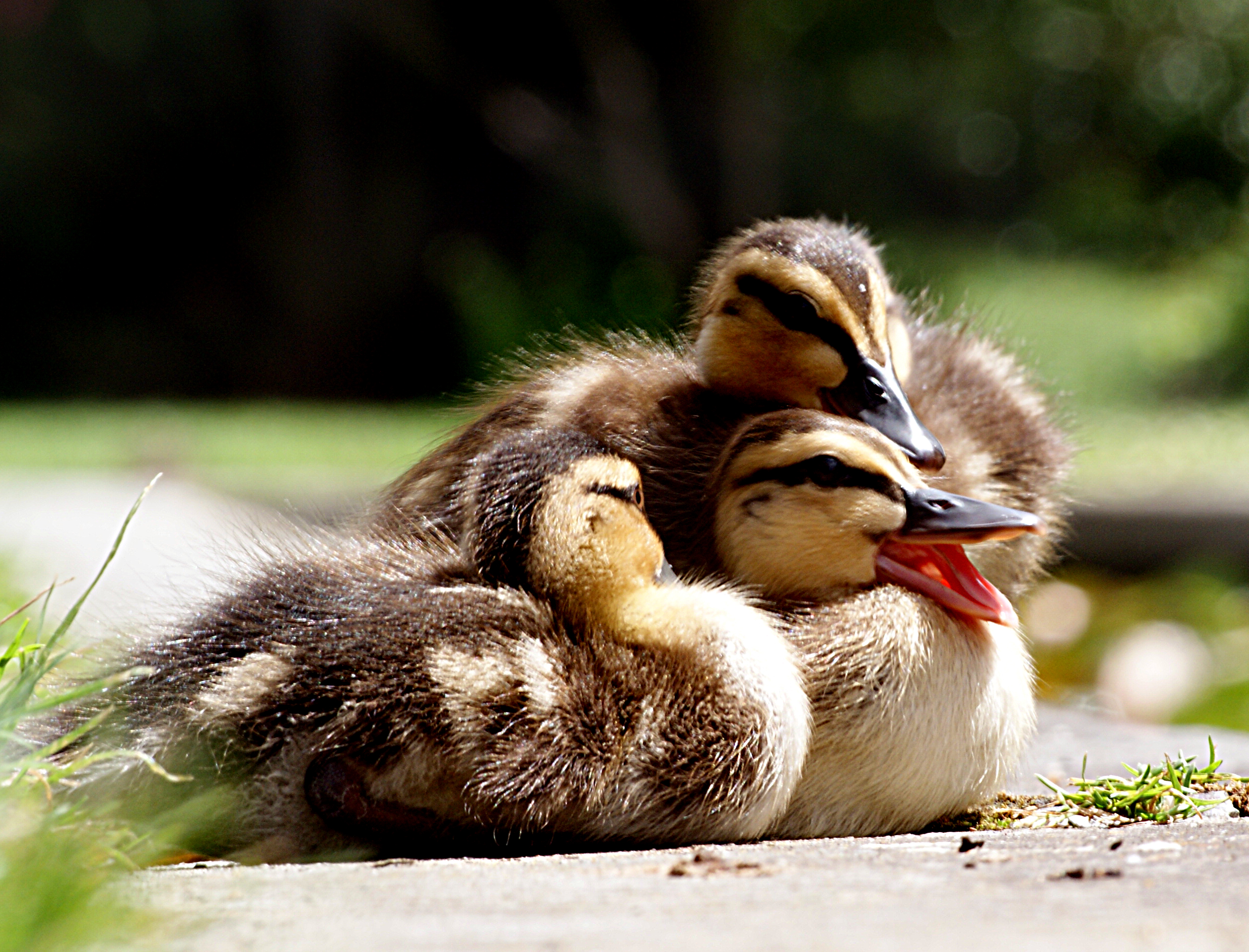
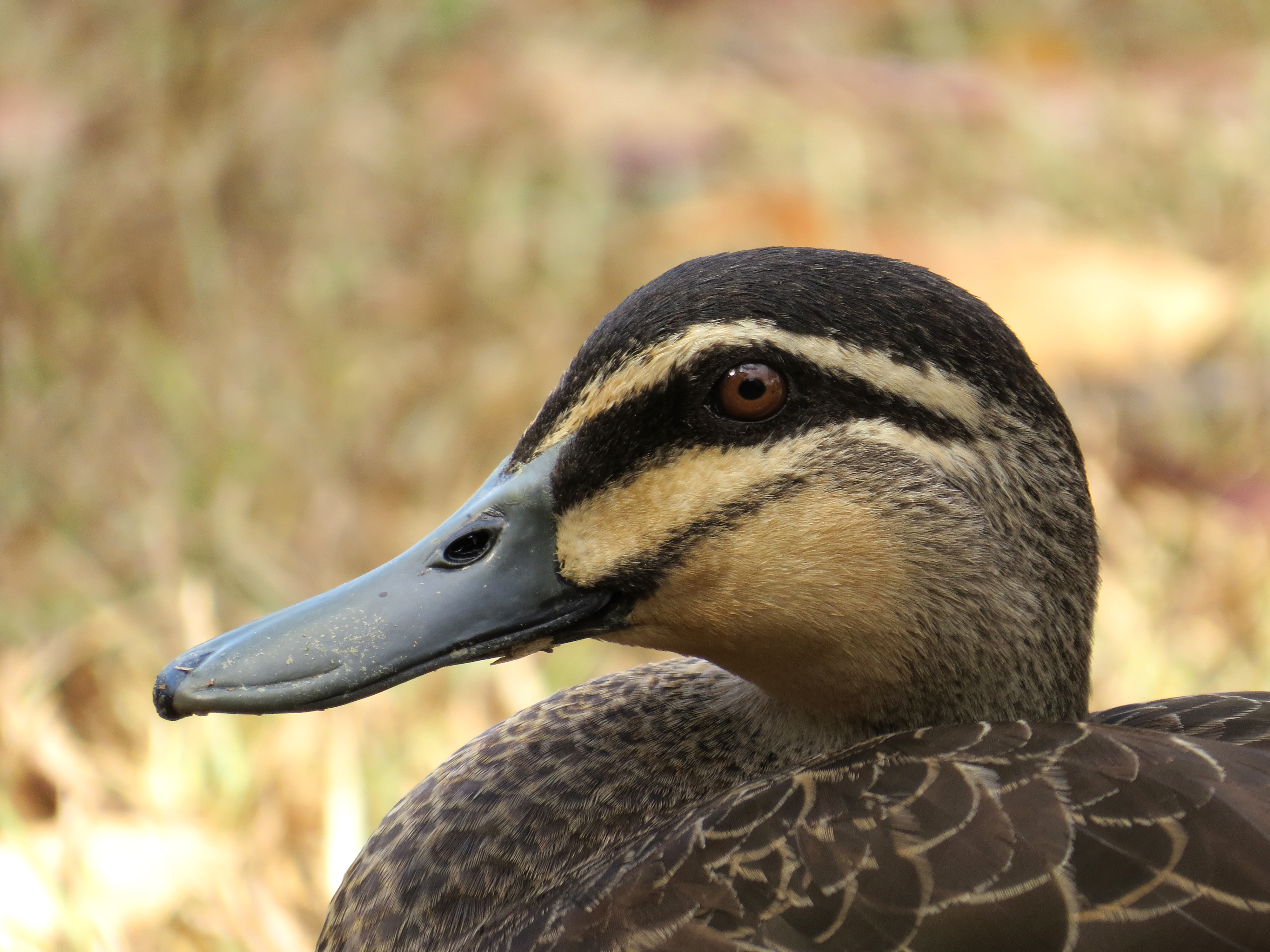
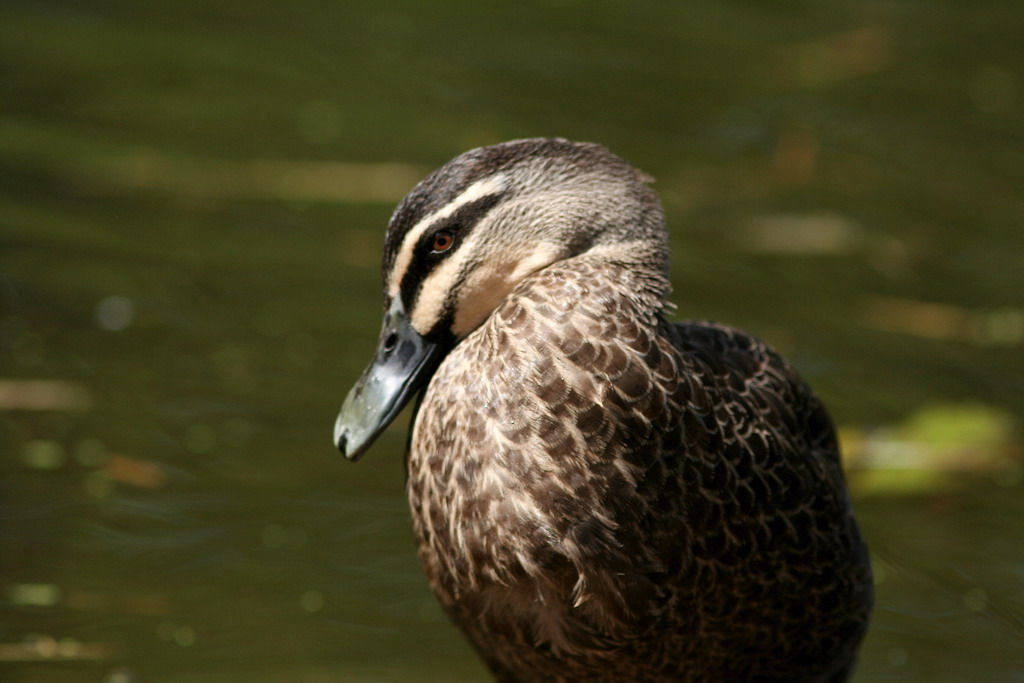
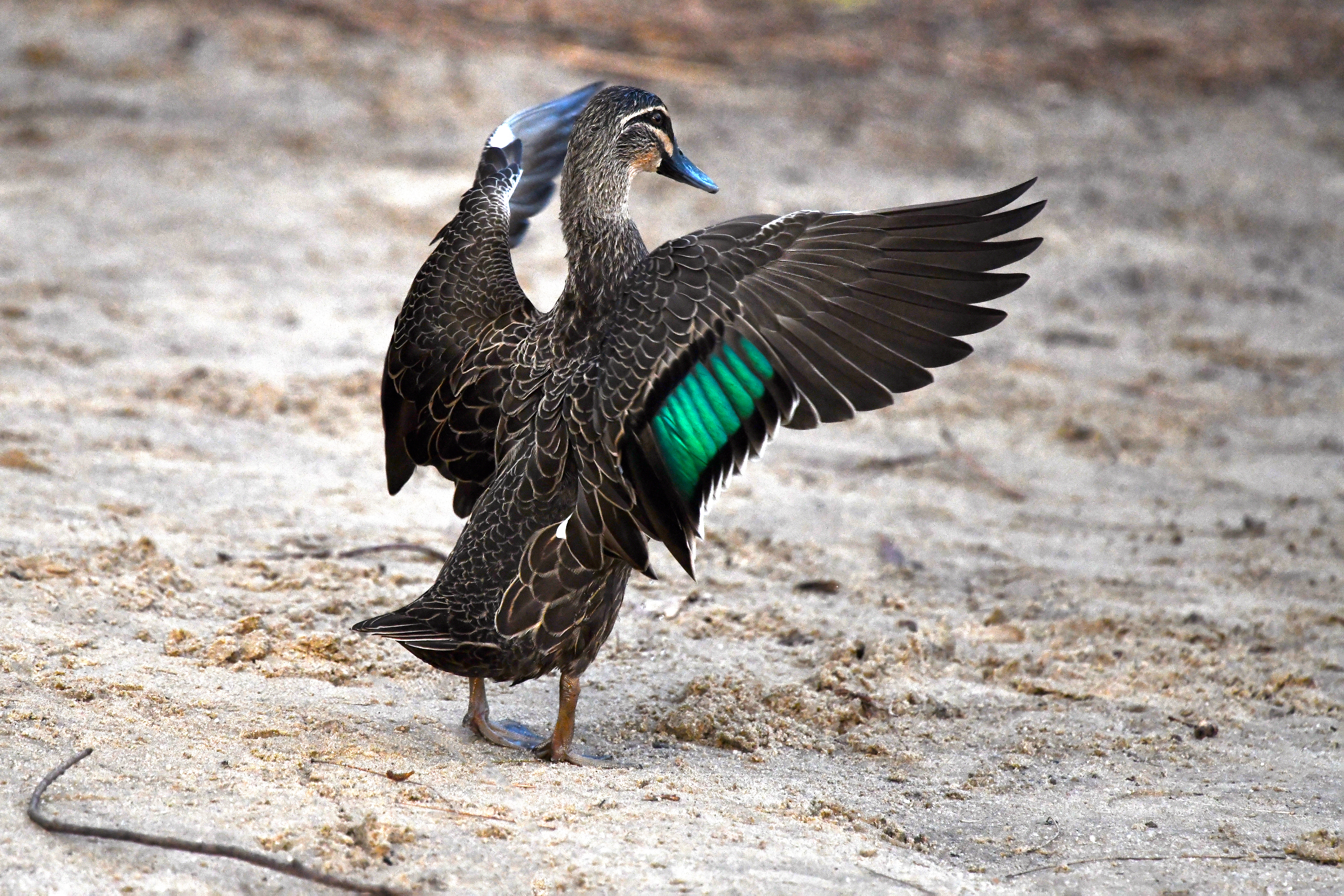
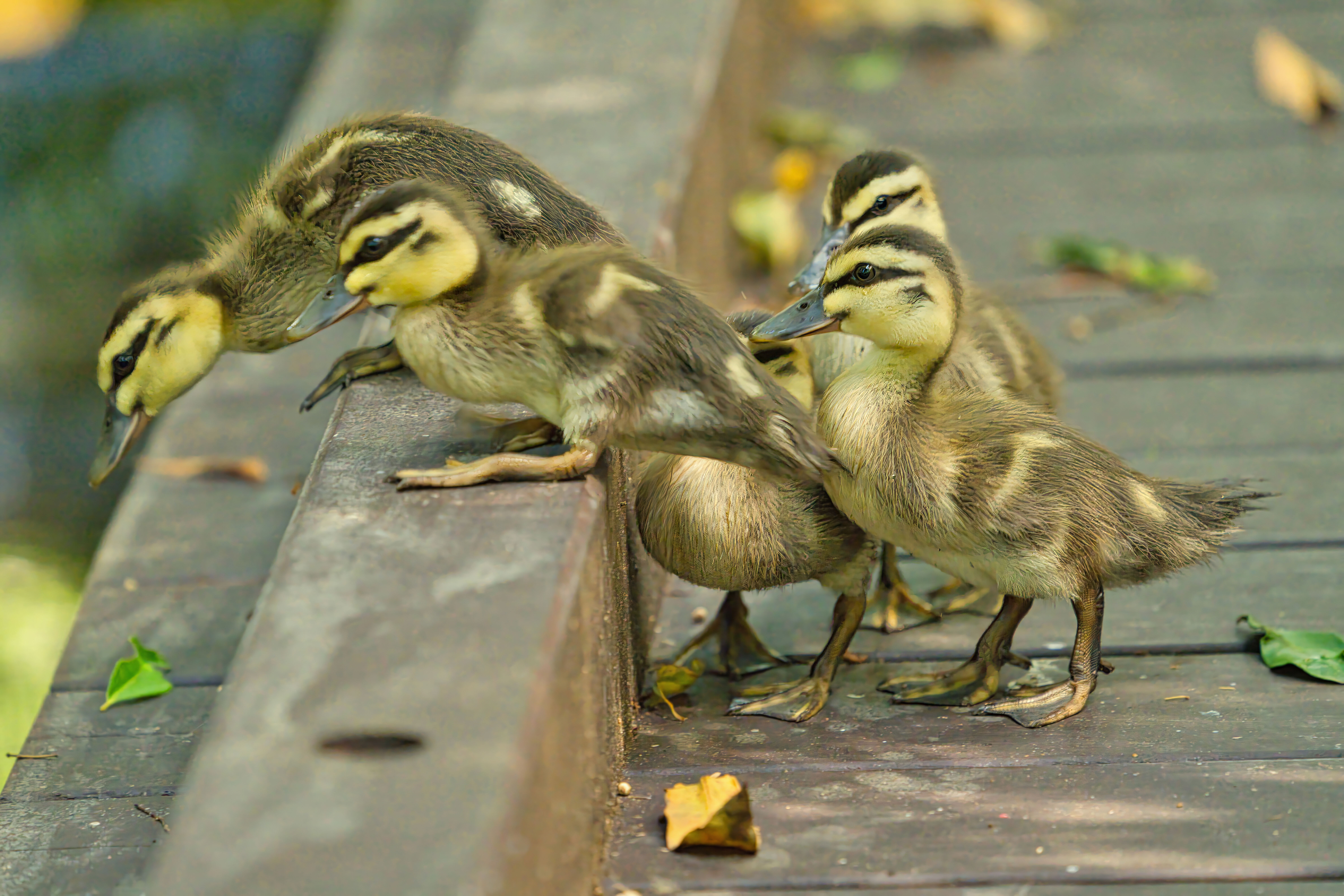